# Papapapá
Papapapá est un film documentaire américain réalisé en 1995 par Alex Rivera sur le thème de l'immigration. Le film met en vedette Augusto Rivera, père du réalisateur, et Alex Rivera lui-même. En narrant le voyage de son père depuis de son pays natal, le Pérou jusqu'à sa nouvelle vie aux États-Unis, voyage qu'il met en parallèle avec celui de la pomme de terre, Alex Rivera met l'accent sur les idées de transculturation, d'appartenance nationale, d'impérialisme culturel et de mondialisation culturelle.

## À propos du film
Le titre du film « Papapapá » est un mot-valise formé des termes espagnols papa (pomme de terre) et papá (papa, diminutif familier de « père »), qui marque la relation étroite entre les racines péruviennes de la pomme de terre et celle d'Augusto Rivera.
Alex Rivera cherche à relier la diffusion mondiale des pommes de terre avec le voyage de son père émigrant aux États-Unis.
La pomme de terre, tubercule cultivé à l'origine par les Incas au Pérou, a subi une transformation profonde depuis que les Espagnols l'ont introduite en Europe au XVIe siècle. 
Le metteur en scène reflète la migration de la pomme de terre dans celle de son père ; il affirme que dans le  processus de la migration, son père aussi a été transformé sur le plan culturel, comme la pomme de terre.
Utilisant des séquences à domicile et des nuances satiriques, Alex Rivera montre les défis que son père a dû affronter pour acquérir une vie meilleure pour lui-même et pour sa famille aux États-Unis. Il juxtapose l'histoire de la pomme de terre à celle de son père, mais crée souvent aussi des images dans lesquelles s'imbriquent les deux situations.
Dans un cas, il utilise une image faite à la main avec une photo du visage de son père chevauchant une pomme de terre depuis le Pérou jusqu'aux États-Unis pour saisir l'essence des deux histoires qu'il raconte.
Alex Rivera croise le produit final de la pomme de terre (les chips et les frites par exemple) avec ce qu'est devenu son père, « assis sur un canapé américain, mangeant des chips et regardant la télévision en langue espagnole. »
Dans le film, il a aussi inséré une émission de télévision fictive, appelée « Inca Television », pour débattre de l'histoire coloniale de la pomme de terre. 
Ce film met en lumière la préférence généralisée de la pomme de terre « blanche » dans la culture européenne et américaine. Quand la pomme de terre est arrivée d'Amérique du Sud au début du XVIIe siècle, les tubercules de couleur brune ont été exclus. Cet idéalisme est toujours en vigueur dans l'industrie des chips de pommes de terre. Comme l'indique Tri-Sum, le plus ancien producteur de chips américain, la consommation de cet aliment de grignotage s'inscrit dans un marché fortement concurrentiel ; par conséquent, ils essaient d'offrir les meilleures chips possible, obtenues en excluant les chips trop colorées.
À l'époque moderne, il y a eu diverses représentations de l'exclusion de l'idéalisme de couleur.
Comme Augusto Rivera l'évoque dans ses interviews, quand il est arrivé aux États-Unis, il y avait des signes pour distinguer les gens de couleur (Colored) et les blancs (White). 
Bien qu'il ne s'identifiait à aucun des deux groupes, il pensa qu'il serait plus simple d'opter pour l'étiquette « blanc », car c'est la norme culturelle la plus largement acceptée aux États-Unis.
La discrimination à l'égard des personnes de couleur est illustrée à l'échelle mondiale et Augusto Rivera dit qu'il était mauvais au Pérou, mais qu'il a empiré en arrivant aux États-Unis.

## Récompenses
- 1995 : Silver Hugo à la Chicago Intercom Competition ;
- 1995 : Silver Award à la New York Expo of Short Film and Video.